# Takeo Nakasawa
Takeo Nakasawa (中澤武雄, * 5. Februar 1913 in der Präfektur Kōchi; † 20. Juni 1946 in Khabarovsk) war ein japanischer Mathematiker. Er gilt als einer der Väter der Theorie der Matroide (neben Hassler Whitney).
Nakasawa wurde als Takeo Sogabe geboren und 1924 von der Nakasawa Familie adoptiert. Er studierte Mathematik an der Tokyo University of Arts and Sciences (der späteren – nach dem Zweiten Weltkrieg – Tokyo University of Education, deren Nachfolger wiederum ab den 1970er Jahren die Universität Tsukuba war) mit dem Abschluss 1935 (sein Lehrer war Koshiro Nakamura) und war dort bis zur Entlassung im August 1938 Assistent. Danach endete seine Karriere als Mathematiker und er zog in die neu eroberte Mandschurei, wo er in der Verwaltung war. Er heiratete 1939 und hatte drei Kinder. Nach der russischen Besetzung wurde er zur Zwangsarbeit nach Sibirien verschleppt, wo er an Mangelernährung und Entkräftung in einem Hospital starb.
Er veröffentlichte nur vier mathematische Arbeiten in den Jahren 1935 bis 1938, alle in Deutsch im Bulletin of the Tokyo University of Arts and Sciences. Drei davon befassten sich mit dem, was später Matroide bezeichnet wurde, die vierte mit allgemeiner Topologie. Sein Beitrag zur Theorie der Matroide wurde erst in den 1980er Jahren wiederentdeckt (durch Joseph P. S. Kung) und seine Biographie erst mit der Veröffentlichung eines Sammelbandes über ihn 2008 bekannt.